# Annobonesische Sprache
Die annobonesische Sprache, unter ihren Sprechern als Fá d’Ambô oder Fa d’Ambu bekannt, ist eine Verkehrssprache auf der zu Äquatorialguinea gehörenden Insel Annobón.
Sie wird von ca. 2500 Personen auf den Inseln Annobón und Bioko vor der Küste Äquatorialguineas gesprochen, vor allem von Personen gemischter schwarzafrikanischer und spanisch-portugiesischer Herkunft. Annobonesisch ist ein portugiesisches Kreol. Es wird im Portugiesischen als Falar de Ano Bom oder anobonense bezeichnet, als anobonés im Spanischen.

## Herkunft
Die Sprache wurde ursprünglich von den Nachkommen portugiesischer Männer und meist aus São Tomé und Angola entführten versklavten Frauen aus Bantu-Völkern gesprochen. Es ist daher eine Mischung aus Portugiesisch und Saotomensisch.

## Besonderheiten
Annobonesisch teilt sich mit dem Saotomensisch die gleiche Oberflächenstruktur und 82 % des Wortschatzes. Nachdem Annobón an Spanien übertragen wurde, erhielt die Sprache einige Wörter spanischer Herkunft, etwa 10 % ihres Wortschatzes; genauer ist der Anteil nicht zu bestimmen, da Spanisch und Portugiesisch als iberoromanische Sprachen eng verwandt sind. Heutzutage sind Spanisch und Standardportugiesisch die alleinigen Amtssprachen der Insel. Portugiesisch wird als liturgische Sprache verwendet und wurde erst 2007 zur dritten Amtssprache Äquatorialguineas nach Spanisch und Französisch erklärt.